# 军峰山
军峰山位于中国江西省抚州市南丰县三溪乡、市山镇、紫宵镇和宜黄县神岗乡境内。山顶摘星台海拔1760.9米，是抚州市第一高峰。明代旅行家徐霞客登军峰山时，曾发出“羡军峰之亲和”的感叹。
已设立军峰山国家森林公园。
27°13′11″N 116°21′35″E / 27.21972°N 116.35972°E